# イソギク
イソギク（磯菊、学名: Chrysanthemum pacificum Nakai）は、キク科キク属に分類される多年草の海浜植物の1種。シノニムがChrysanthemum marginatum Matsum., excl. syn.、Dendranthema pacificum (Nakai) Kitam.、Ajania pacifica (Nakai) K.Bremer et Humphries。属名:Chrysanthemumはラテン語のchrysos（金の）anthemon（花）を意味し、種小名:pacificumは太平洋を意味する。和名は磯にはえるキクであることに由来する。古い和名が岩菊、泡菊。古くから栽培され、花が小さいので菊人形の着物によく使われている。観賞植物として多く栽培されている。

## 特徴
細長い地下茎を伸ばして、四方に広がる。草丈は高さ30-40 cm、茎は群れて生え、曲がって斜上し、上部に銀白色の毛があり、上部まで密に葉をつける。葉は厚く、長さ4-8 cm、幅1.5-2.5 cmの倒披針形-倒卵形で、上半部はやや浅く裂けるかまたは切れ込みがなく、基部はくさび形。表面はほとんど無毛、緑色で腺点があり、縁は白く、裏面は丁字状毛が密生し銀白色。頭花は黄色で密集して多数散房状につき、黄色の筒状花だけからなり、直径約5 mm。縁の雄花の花冠は長さ3 mm、先は3-4歯があり、中の両性花の長さは3.5 mm、先は5歯がある。総苞は半球形で、総苞片は3列に並ぶ。外片は卵形で内片より短く、白い毛がある。開花時期は10-12月。果実はそう果で、長さ1.5 mm、5肋がある。

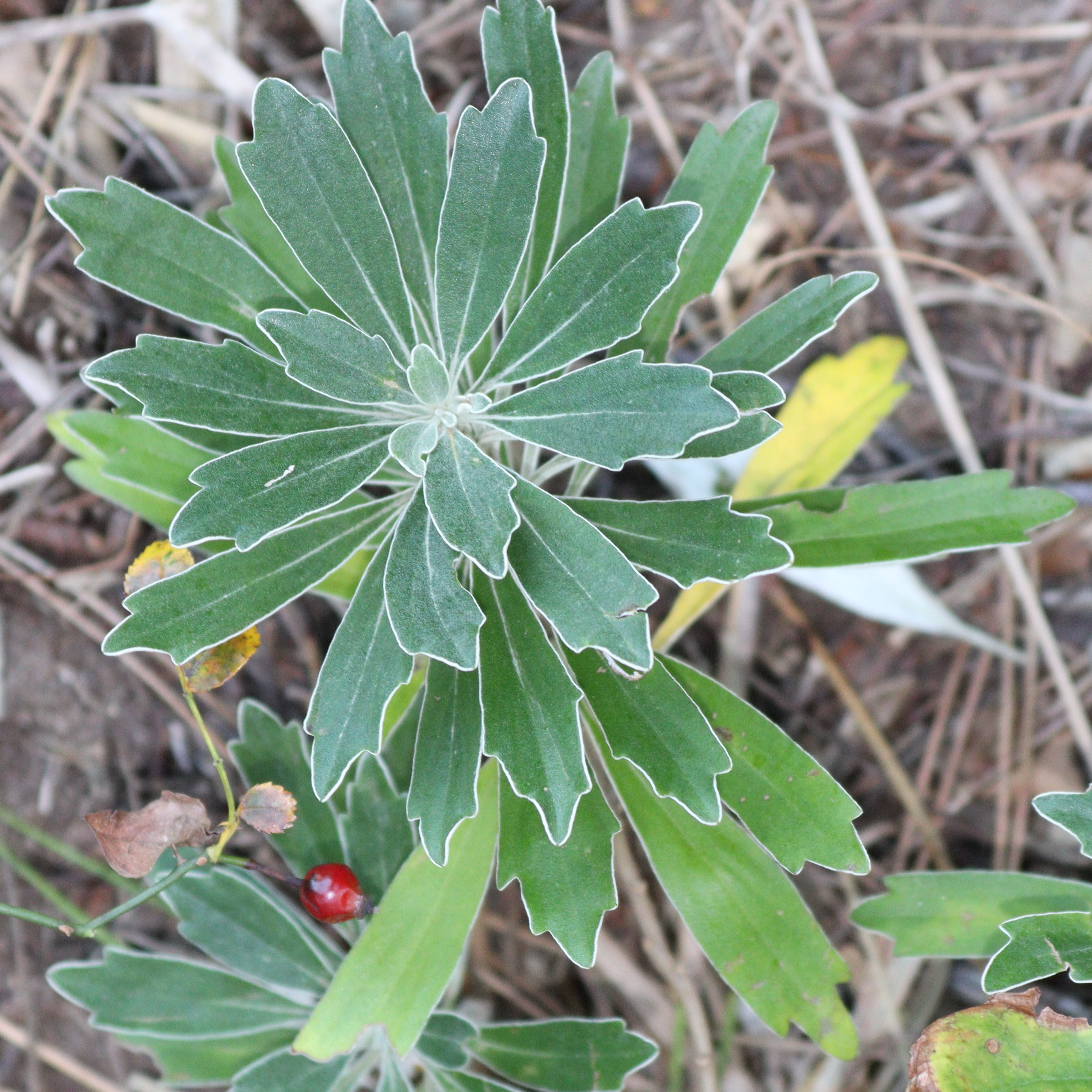
葉は厚く、倒披針形-倒卵形
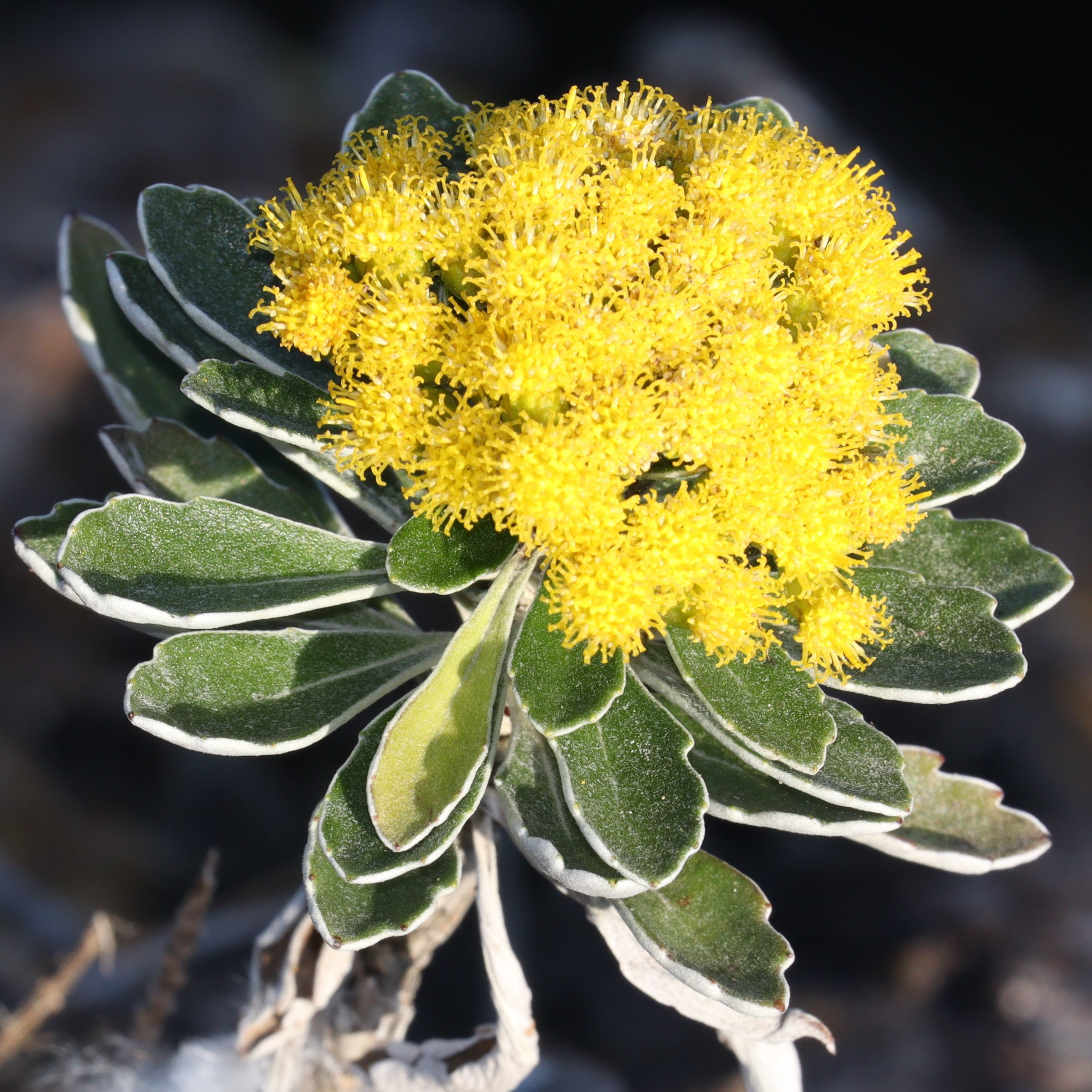
頭花は黄色で密集して多数散房状につく

染色体数は2n=90で、日本産のキク属の中で最も多くの染色体を持つ。花にフラボノイド、精油の成分があり、解熱、解毒、鎮痛、消炎（風邪、胃腸炎、高血圧、湿疹）などの効用がある。自殖能が小で、栄養生殖能が大の特性をもっている。地下茎の発達が特に盛んで、1個体で数 m2の地上部を構成することが多い。発芽能のある多数のそう果が主として他家受粉で作られ、この軽い果実が遠隔の地に分散される。栽培のキクとよく交配して雑種が自然にあり、それが昔から栽培されていた。イエギクとの雑種で白い舌状花を混生するものはハナイソギクと呼ばれている。御蔵島では、本種に寄生するキクヒメタマバエの虫えいであるイソギクハイボフシとヨモギタマバエ属の1種（Rhopalomyia sp.）の虫えいであるイソギクメナガツボブシが確認されている。

## 分布と生育環境

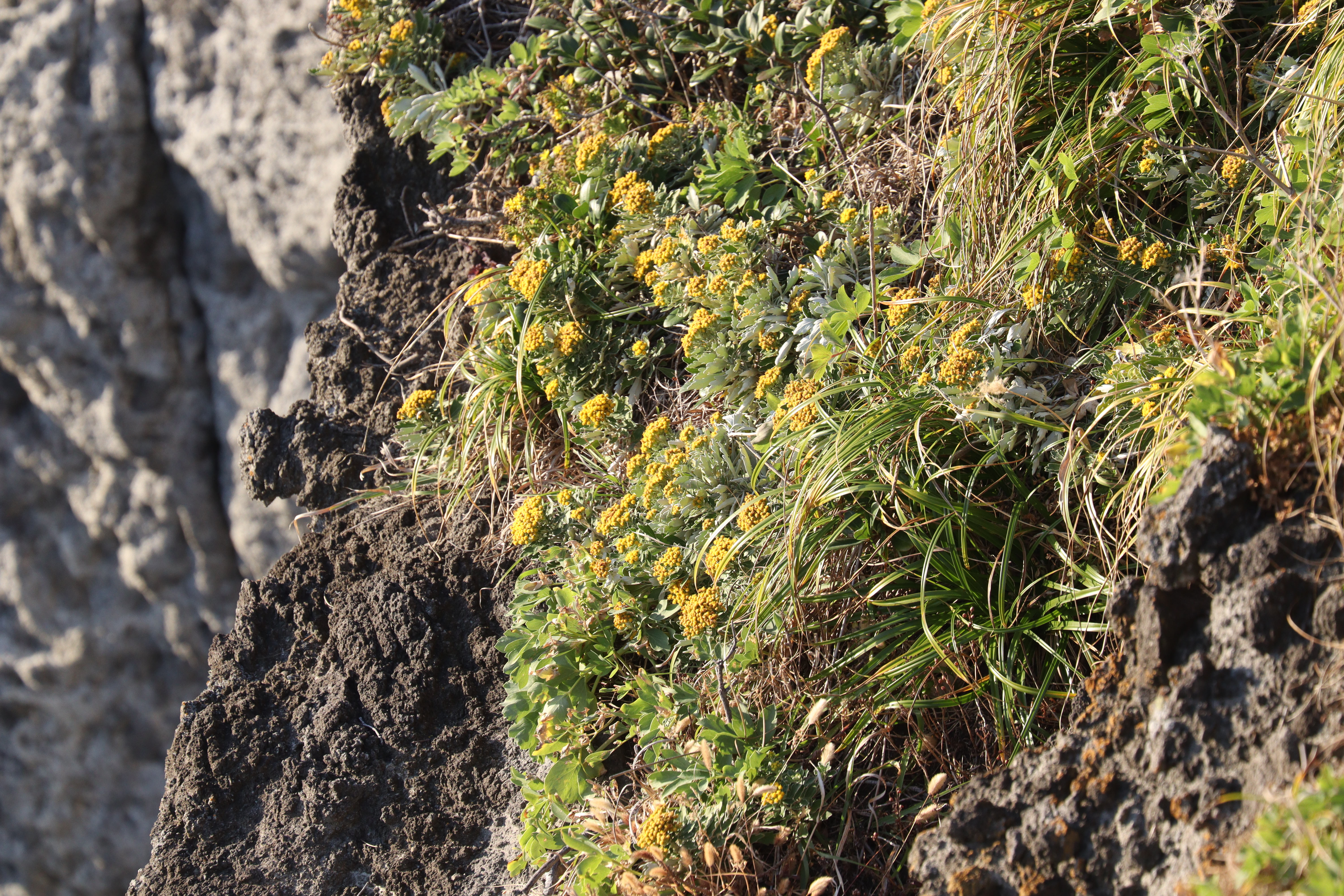
海岸の岩石地や崖に生育するイソギク、静岡県賀茂郡南伊豆町にて

日本の紀伊半島の固有種で、千葉県犬吠埼から、東京都、神奈川県、静岡県御前崎までと愛知県渥美半島の太平洋側岸、伊豆諸島、京都府丹後地方、島根県、山口県の日本海側に分布する。日本海側の分布については、人為的なもの（逸出）とされることがあるがその根拠は不明。鳥島が南限。千葉県の鋸山（標高329.4 m）では、海岸から山頂まで本種が断続的に分布している。
海岸の岩石地や崖に生育する。

## 近縁種との識別ポイント
そっくりの姿で、花がやや大きいシオギク (D. shiwogiku (Kitam.) Kitam.) は四国の徳島県から高知県の海岸に産する。キノクニシオギク（キイシオギク、Chrysanthemum kinokuniense (Shimot. et Kitam.) H.Ohashi et Yonek.）は、両者の中くらいの大きさで紀伊半島南側の海岸線に分布する。

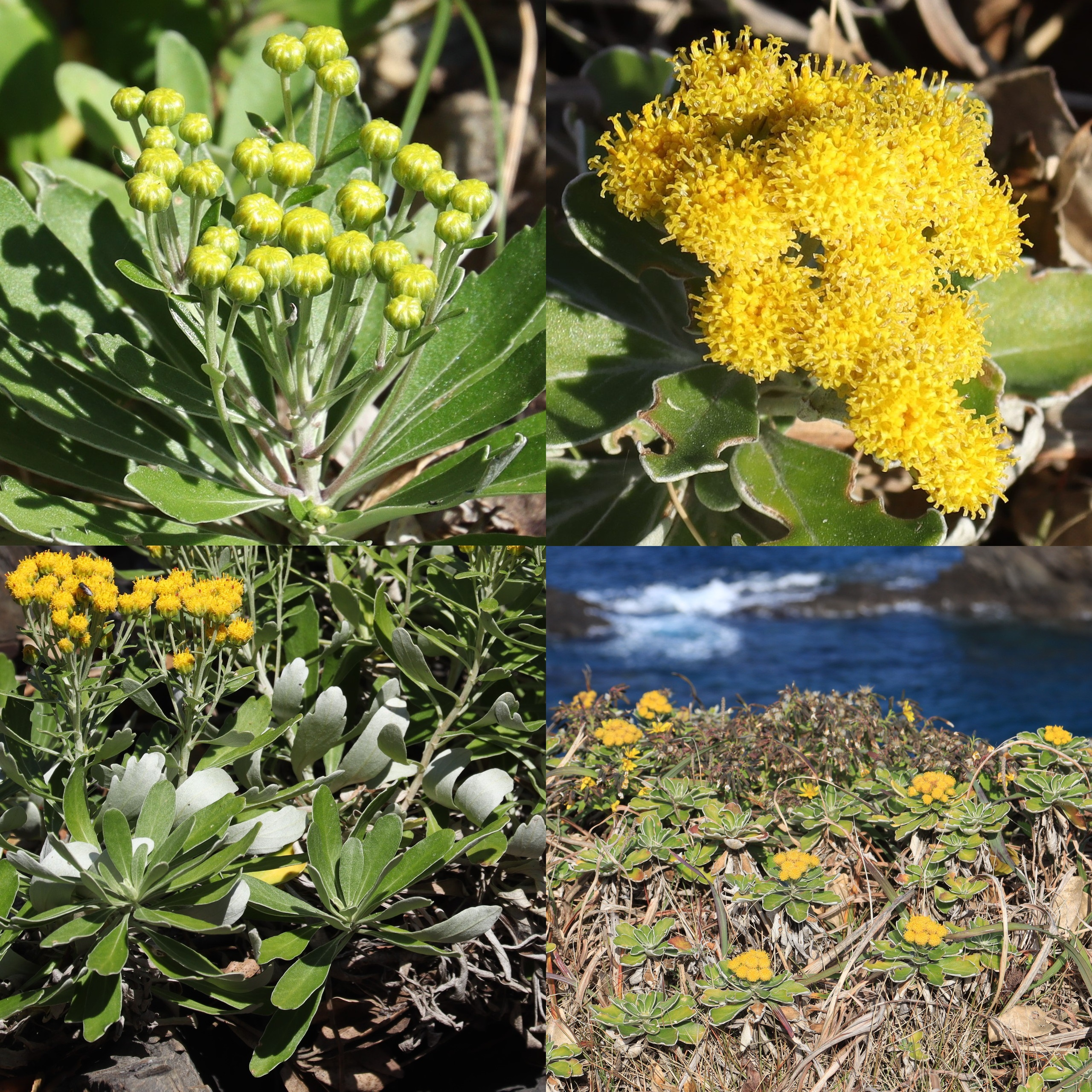
キノクニシオギク

## 種の保全状況評価
日本では環境省による国レベルのレッドリストの指定を受けていないが、以下の都道府県でレッドリストの指定を受けている。富士箱根伊豆国立公園で指定植物のひとつに選定されている。
- 絶滅危惧IA類（CR） - 愛知県[14]
- 準絶滅危惧 - 京都府[15]
- 情報不足（現状不明種） - 茨城県[19]